# 르우벤
르우벤(히브리어: רְאוּבֵן)은 성경 창세기에 등장하는 야곱과 레아의 맏아들이다. 르우벤 지파의 시조로 인식된다.

## 어원
창세기에는 두 종류의 어원이 전해진다. 첫째는 레아가 야곱이 자신보다 라헬을 더 사랑해주는 것에 대한 슬픔을 하나님 알아주었다고 하는 창세기 29장 32절의 내용에서 기인한 것으로, "내 슬픔을 보셨다"는 뜻의 라베오니(raa beonyi)에서 왔다는 가설이다. 둘째는 야곱이 자신을 사랑해주리라는 기대에서 기인한 것으로, "나를 사랑하리라"는 뜻의 이하바니(yeehabani)에서 왔다는 것이다. 이외에도 고전 랍비 문학에서는 "보라, 아들이다"는 의미의 라아벤(ra'a ben)에서 기인했다고 설명한다.
일부 학자들은 요세푸스의 기록을 인용하며 마지막 자음인 n이 원래 히브리어 l이었는데 철자의 유사성때문에 n으로 와전되었을 가능성을 지적하는데, 르우벤의 이름이 "늑대"를 의미하는 라아빌(Ra'abil)에서 왔을 수도 있다고 말한다.

## 성경에서

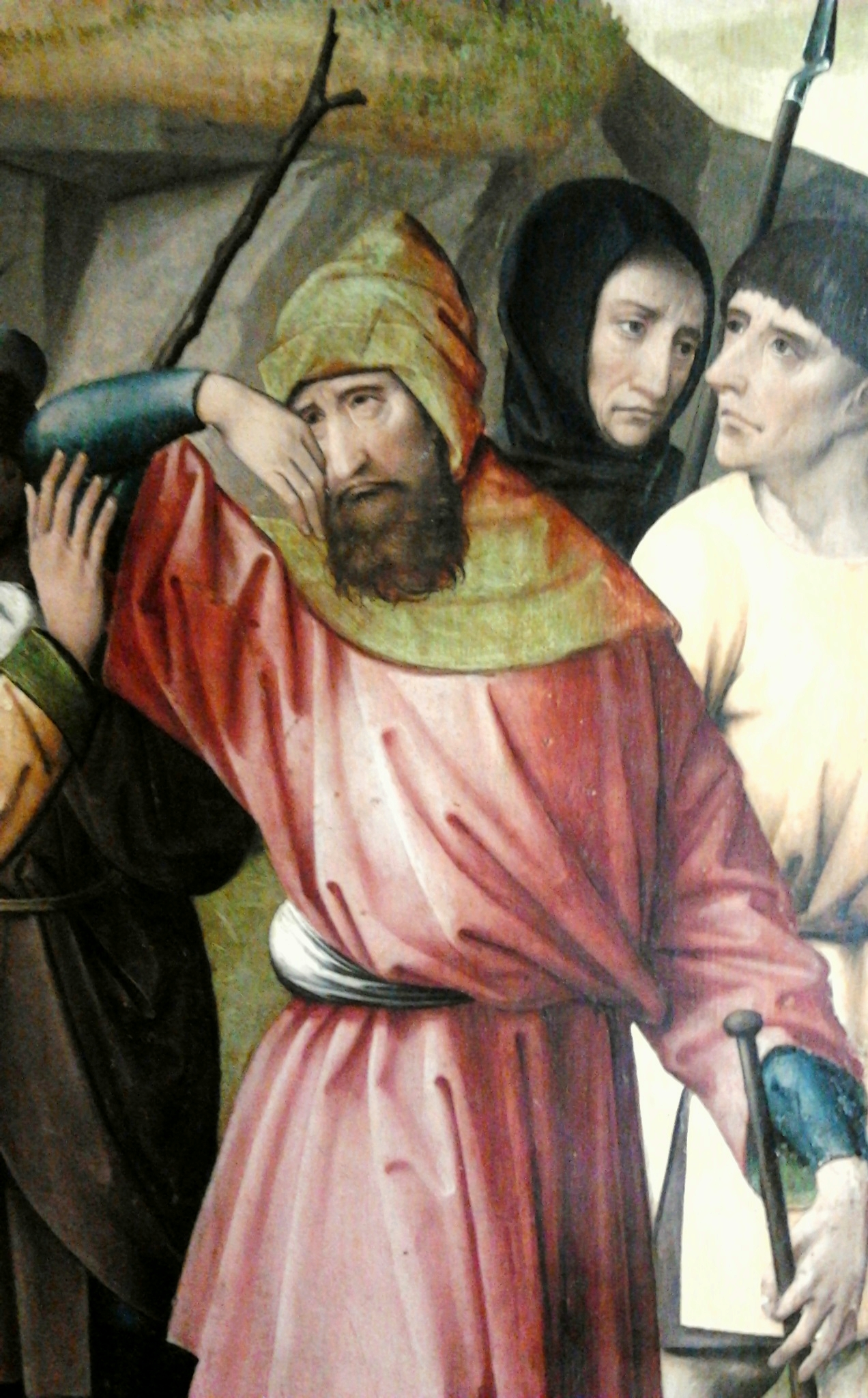
르우벤과 형제들. 1500년 경. 바르샤바 국립미술관 소장.

### 밧단아람에서
야곱이 아직 밧단아람에 있는 라반의 집에 머물 때, 르우벤이 합환채(자귀나무로도 번역됨)를 친모 레아에게 준다. 야곱은 라헬을 레아보다 더 좋아하였는데, 레아는 라헬에게 합환채를 주며 야곱과 동침할 권리를 거래한다. 이렇게 임신하게 된 아이가 이싸갈이라고 전한다.

### 가나안에서
창세기에서 르우벤은 아버지 야곱의 첩인 빌하를 범했다고 기록한다. 르우벤은 이후 야곱이 임종 전에 자식들을 축복할 때 이 사건을 들먹이며 장자권을 회수한다. 이후 장자권은 요셉에게 주어진다. 유대교 미드라시 등에서는 장자의 권한 중 다른 지파들을 자스릴 수 있는 권리는 유다에게, 제사의 권리는 레위에게 이양되었다고 해석한다. 
사실은 르우벤이 빌하를 범하지 않았고, 야곱이 레아보다 빌하를 아끼는 것에 분노하여 빌하를 해쳤다는 전승도 있다. 야곱이 가장 사랑하는 부인인 라헬의 죽음 이후 정실의 자리를 빌하에게 넘겨주려고 하자, 분노한 르우벤이 빌하의 침상을 치워버렸다는 것이다. 그러나 르우벤은 자신의 행동을 즉시 뉘우치며 고기와 포도주를 멀리했다. 이런 점 때문에 호세아가 그의 후손중에서 나왔고, 말세에도 르우벤 지파는 특별한 보상을 받을 것이라는 유대교 기록이 있다.
또한 다른 형제들이 요셉을 죽이려고 모의할 때, 요셉을 해치지 못하도록 보호해준 사람이 바로 르우벤이다. 르우벤은 요셉을 살리려고 했는데, 형제들이 미디안 사람들에게 요셉을 팔아버리자 슬피 부르짖었다. 요셉도 후에 르우벤이 자신을 구하려고 했던 일을 언급한다. 랍비 문헌에서는 르우벤이 형제들로부터 요셉을 구하려고 했기 때문에 첫 번째 도피성이 바로 르우벤 지파의 땅에 위치했다고 전한다.

### 이집트에서
기근이 든 후, 막내 아들 베냐민을 제외한 나머지 아들들은 르우벤을 포함하여 밀을 사러 이집트로 떠나 3일간 감옥에 갇혔다. 그들은 풀려났고 르우벤은 동생들에게 과거에 자기 말을 듣지 않은 것을 책망했다. 요셉은 시므온을 가두어 두고 결국 그들에게 밀을 조금 주어 가져가게 했지만, 베냐민을 데려와야 시므온을 풀어주겠다고 말했다. 야곱이 베냐민을 이집트로 보내는 것을 꺼리자, 르우벤은 베냐민을 데려오지 않으면 자신의 두 아들을 죽이라고까지 말한다. 이후 야곱 과 그의 모든 후손들, 그리고 그의 장남 르우벤까지 모두 이집트에 정착했다고 전한다.

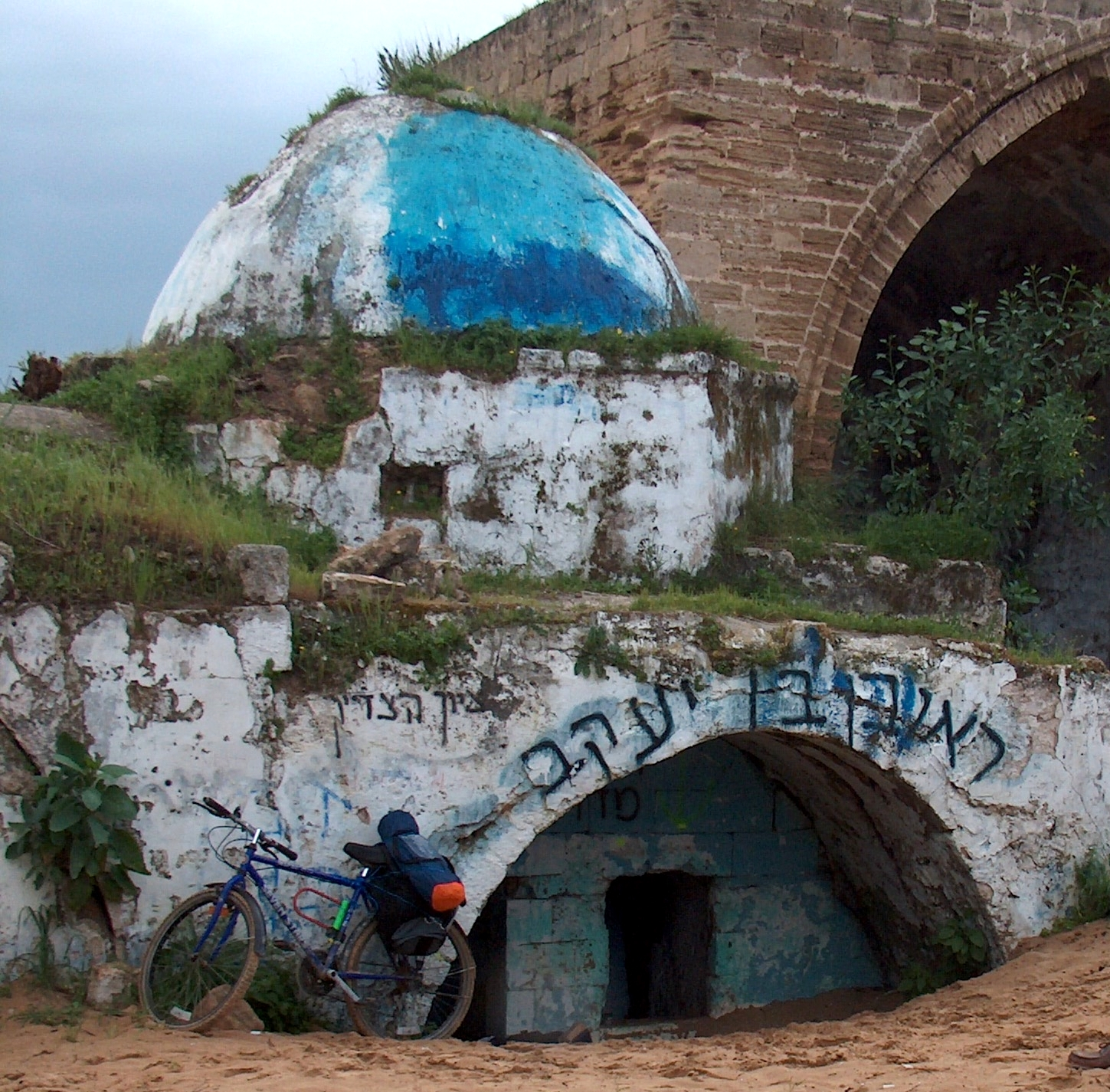
르우벤의 무덤으로 알려진 나비 루빈 마을에 위치한 사원

이슬람교 전승에는 르우벤의 무덤이 나비 루빈 마을이 있던 곳의 사원에 있다고 전한다. 이 사원은 1948년 이스라엘이 건국되기 전에 순례자들의 순례 루트에 있었다.

## 가족
창세기 46장 9절에 의하면, 르우벤은 하녹, 발루, 헤스론, 가르미의 네 아들을 두었다. 여호수아기 15장 6절에서는 르우벤의 아들 보한이 세운 바위가 유다 지파와의 경계를 이룬다고 기록한다.

## 가계도
|      |      |      |      |      |      |      |      |          |          |          |          |               |               |               |               | 데라          |               |      |      |      |      |                                                                    |                                                                    |                                                                    |                                                                    |                                                                    |                                                                    |  |  |               |               |               |               |               |               |      |      |                 |                 |                 |                 |                 |                 |      |      |                     |                     |                     |                     |                     |                     |         |         |         |         |  |  |
|      |      |      |      |      |      |      |      |          |          |          |          |               |               |               |               |               |               |      |      |      |      |                                                                    |                                                                    |                                                                    |                                                                    |                                                                    |                                                                    |  |  |               |               |               |               |               |               |      |      |                 |                 |                 |                 |                 |                 |      |      |                     |                     |                     |                     |                     |                     |         |         |         |         |  |  |
|      |      |      |      |      |      |      |      |          |          |          |          |               |               |               |               |               |               |      |      |      |      |                                                                    |                                                                    |                                                                    |                                                                    |                                                                    |                                                                    |  |  |               |               |               |               |               |               |      |      |                 |                 |                 |                 |                 |                 |      |      |                     |                     |                     |                     |                     |                     |         |         |         |         |  |  |
| 사라 | 사라 | 사라 | 사라 | 사라 | 사라 |      |      | 아브라함 | 아브라함 | 아브라함 | 아브라함 | 아브라함      | 아브라함      |               |               | 하갈          | 하갈          | 하갈 | 하갈 | 하갈 | 하갈 |                                                                    |                                                                    |                                                                    |                                                                    |                                                                    |                                                                    |  |  |               |               |               |               |               |               |      |      |                 |                 |                 |                 | 하란            | 하란            | 하란 | 하란 | 하란                | 하란                |                     |                     |                     |                     |         |         |         |         |  |  |
| 사라 | 사라 | 사라 | 사라 | 사라 | 사라 |      |      | 아브라함 | 아브라함 | 아브라함 | 아브라함 | 아브라함      | 아브라함      |               |               | 하갈          | 하갈          | 하갈 | 하갈 | 하갈 | 하갈 |                                                                    |                                                                    |                                                                    |                                                                    |                                                                    |                                                                    |  |  |               |               |               |               |               |               |      |      |                 |                 |                 |                 | 하란            | 하란            | 하란 | 하란 | 하란                | 하란                |                     |                     |                     |                     |         |         |         |         |  |  |
|      |      |      |      |      |      |      |      |          |          |          |          |               |               |               |               |               |               |      |      |      |      |                                                                    |                                                                    | 나홀                                                               |                                                                    |                                                                    |                                                                    |  |  |               |               |               |               |               |               |      |      |                 |                 |                 |                 |                 |                 |      |      |                     |                     |                     |                     |                     |                     |         |         |         |         |  |  |
|      |      |      |      |      |      |      |      |          |          |          |          |               |               |               |               |               |               |      |      |      |      |                                                                    |                                                                    |                                                                    |                                                                    |                                                                    |                                                                    |  |  |               |               |               |               |               |               |      |      |                 |                 |                 |                 |                 |                 |      |      |                     |                     |                     |                     |                     |                     |         |         |         |         |  |  |
|      |      |      |      |      |      |      |      |          |          |          |          | 이스마엘      | 이스마엘      | 이스마엘      | 이스마엘      | 이스마엘      | 이스마엘      |      |      |      |      |                                                                    |                                                                    |                                                                    |                                                                    |                                                                    |                                                                    |  |  |               |               |               |               | 밀가          | 밀가          | 밀가 | 밀가 | 밀가            | 밀가            |                 |                 | 롯              | 롯              | 롯   | 롯   | 롯                  | 롯                  |                     |                     | 이스가              | 이스가              | 이스가  | 이스가  | 이스가  | 이스가  |  |  |
|      |      |      |      |      |      |      |      |          |          |          |          | 이스마엘      | 이스마엘      | 이스마엘      | 이스마엘      | 이스마엘      | 이스마엘      |      |      |      |      |                                                                    |                                                                    |                                                                    |                                                                    |                                                                    |                                                                    |  |  |               |               |               |               | 밀가          | 밀가          | 밀가 | 밀가 | 밀가            | 밀가            |                 |                 | 롯              | 롯              | 롯   | 롯   | 롯                  | 롯                  |                     |                     | 이스가              | 이스가              | 이스가  | 이스가  | 이스가  | 이스가  |  |  |
|      |      |      |      |      |      |      |      |          |          |          |          |               |               |               |               |               |               |      |      |      |      |                                                                    |                                                                    |                                                                    |                                                                    |                                                                    |                                                                    |  |  |               |               |               |               |               |               |      |      |                 |                 |                 |                 |                 |                 |      |      |                     |                     |                     |                     |                     |                     |         |         |         |         |  |  |
|      |      |      |      |      |      |      |      |          |          |          |          |               |               |               |               |               |               |      |      |      |      |                                                                    |                                                                    |                                                                    |                                                                    |                                                                    |                                                                    |  |  |               |               |               |               |               |               |      |      |                 |                 |                 |                 |                 |                 |      |      |                     |                     |                     |                     |                     |                     |         |         |         |         |  |  |
|      |      |      |      |      |      |      |      |          |          |          |          | 이스마엘 부족 | 이스마엘 부족 | 이스마엘 부족 | 이스마엘 부족 | 이스마엘 부족 | 이스마엘 부족 |      |      |      |      | 7 아들                                                             | 7 아들                                                             | 7 아들                                                             | 7 아들                                                             | 7 아들                                                             | 7 아들                                                             |  |  | 브두엘        | 브두엘        | 브두엘        | 브두엘        | 브두엘        | 브두엘        |      |      | 첫째 딸         | 첫째 딸         | 첫째 딸         | 첫째 딸         | 첫째 딸         | 첫째 딸         |      |      |                     |                     |                     |                     | 둘째 딸             | 둘째 딸             | 둘째 딸 | 둘째 딸 | 둘째 딸 | 둘째 딸 |  |  |
|      |      |      |      |      |      |      |      |          |          |          |          | 이스마엘 부족 | 이스마엘 부족 | 이스마엘 부족 | 이스마엘 부족 | 이스마엘 부족 | 이스마엘 부족 |      |      |      |      | 7 아들                                                             | 7 아들                                                             | 7 아들                                                             | 7 아들                                                             | 7 아들                                                             | 7 아들                                                             |  |  | 브두엘        | 브두엘        | 브두엘        | 브두엘        | 브두엘        | 브두엘        |      |      | 첫째 딸         | 첫째 딸         | 첫째 딸         | 첫째 딸         | 첫째 딸         | 첫째 딸         |      |      |                     |                     |                     |                     | 둘째 딸             | 둘째 딸             | 둘째 딸 | 둘째 딸 | 둘째 딸 | 둘째 딸 |  |  |
|      |      |      |      |      |      |      |      |          |          |          |          |               |               |               |               |               |               |      |      |      |      |                                                                    |                                                                    |                                                                    |                                                                    |                                                                    |                                                                    |  |  |               |               |               |               |               |               |      |      |                 |                 |                 |                 |                 |                 |      |      |                     |                     |                     |                     |                     |                     |         |         |         |         |  |  |
|      |      |      |      |      |      |      |      |          |          |          |          |               |               |               |               |               |               |      |      |      |      |                                                                    |                                                                    |                                                                    |                                                                    |                                                                    |                                                                    |  |  |               |               |               |               |               |               |      |      |                 |                 |                 |                 |                 |                 |      |      |                     |                     |                     |                     |                     |                     |         |         |         |         |  |  |
|      |      | 이삭 | 이삭 | 이삭 | 이삭 | 이삭 | 이삭 |          |          | 리브가   | 리브가   | 리브가        | 리브가        | 리브가        | 리브가        |               |               |      |      |      |      |                                                                    |                                                                    |                                                                    |                                                                    |                                                                    |                                                                    |  |  |               |               | 라반          | 라반          | 라반          | 라반          | 라반 | 라반 |                 |                 | 모압            | 모압            | 모압            | 모압            | 모압 | 모압 |                     |                     | 암몬인              | 암몬인              | 암몬인              | 암몬인              | 암몬인  | 암몬인  |         |         |  |  |
|      |      | 이삭 | 이삭 | 이삭 | 이삭 | 이삭 | 이삭 |          |          | 리브가   | 리브가   | 리브가        | 리브가        | 리브가        | 리브가        |               |               |      |      |      |      |                                                                    |                                                                    |                                                                    |                                                                    |                                                                    |                                                                    |  |  |               |               | 라반          | 라반          | 라반          | 라반          | 라반 | 라반 |                 |                 | 모압            | 모압            | 모압            | 모압            | 모압 | 모압 |                     |                     | 암몬인              | 암몬인              | 암몬인              | 암몬인              | 암몬인  | 암몬인  |         |         |  |  |
|      |      |      |      |      |      |      |      |          |          |          |          |               |               |               |               |               |               |      |      |      |      |                                                                    |                                                                    |                                                                    |                                                                    |                                                                    |                                                                    |  |  |               |               |               |               |               |               |      |      |                 |                 |                 |                 |                 |                 |      |      |                     |                     |                     |                     |                     |                     |         |         |         |         |  |  |
|      |      |      |      |      |      |      |      |          |          |          |          |               |               |               |               |               |               |      |      |      |      |                                                                    |                                                                    |                                                                    |                                                                    |                                                                    |                                                                    |  |  |               |               |               |               |               |               |      |      |                 |                 |                 |                 |                 |                 |      |      |                     |                     |                     |                     |                     |                     |         |         |         |         |  |  |
|      |      | 에서 | 에서 | 에서 | 에서 | 에서 | 에서 |          |          | 야곱     | 야곱     | 야곱          | 야곱          | 야곱          | 야곱          |               |               |      |      |      |      |                                                                    |                                                                    |                                                                    |                                                                    |                                                                    |                                                                    |  |  |               |               |               |               |               |               |      |      |                 |                 |                 |                 |                 |                 |      |      |                     |                     |                     |                     | 라헬                | 라헬                | 라헬    | 라헬    | 라헬    | 라헬    |  |  |
|      |      | 에서 | 에서 | 에서 | 에서 | 에서 | 에서 |          |          | 야곱     | 야곱     | 야곱          | 야곱          | 야곱          | 야곱          |               |               |      |      |      |      |                                                                    |                                                                    |                                                                    |                                                                    |                                                                    |                                                                    |  |  |               |               |               |               |               |               |      |      |                 |                 |                 |                 |                 |                 |      |      |                     |                     |                     |                     | 라헬                | 라헬                | 라헬    | 라헬    | 라헬    | 라헬    |  |  |
|      |      |      |      |      |      |      |      |          |          |          |          |               |               |               |               |               |               |      |      |      |      |                                                                    |                                                                    |                                                                    |                                                                    |                                                                    |                                                                    |  |  |               |               |               |               |               |               |      |      |                 |                 |                 |                 | 빌하            |                 |      |      |                     |                     |                     |                     |                     |                     |         |         |         |         |  |  |
|      |      |      |      |      |      |      |      |          |          |          |          |               |               |               |               |               |               |      |      |      |      |                                                                    |                                                                    |                                                                    |                                                                    |                                                                    |                                                                    |  |  |               |               |               |               |               |               |      |      |                 |                 |                 |                 |                 |                 |      |      |                     |                     |                     |                     |                     |                     |         |         |         |         |  |  |
|      |      | 에돔 | 에돔 | 에돔 | 에돔 | 에돔 | 에돔 |          |          |          |          |               |               |               |               |               |               |      |      |      |      |                                                                    |                                                                    |                                                                    |                                                                    |                                                                    |                                                                    |  |  |               |               |               |               | 실바          | 실바          | 실바 | 실바 | 실바            | 실바            |                 |                 |                 |                 |      |      |                     |                     |                     |                     |                     |                     |         |         |         |         |  |  |
|      |      |      | 에돔 | 에돔 | 에돔 | 에돔 | 에돔 |          |          |          |          |               |               |               |               |               |               |      |      |      |      |                                                                    |                                                                    |                                                                    |                                                                    |                                                                    |                                                                    |  |  |               |               |               |               | 실바          | 실바          | 실바 | 실바 | 실바            | 실바            |                 |                 |                 |                 |      |      |                     |                     |                     |                     |                     |                     |         |         |         |         |  |  |
|      |      |      |      |      |      |      |      |          |          |          |          |               |               |               |               |               |               |      |      |      |      |                                                                    |                                                                    |                                                                    |                                                                    | 레아                                                               |                                                                    |  |  |               |               |               |               |               |               |      |      |                 |                 |                 |                 |                 |                 |      |      |                     |                     |                     |                     |                     |                     |         |         |         |         |  |  |
|      |      |      |      |      |      |      |      |          |          |          |          |               |               |               |               |               |               |      |      |      |      |                                                                    |                                                                    |                                                                    |                                                                    |                                                                    |                                                                    |  |  |               |               |               |               |               |               |      |      |                 |                 |                 |                 |                 |                 |      |      |                     |                     |                     |                     |                     |                     |         |         |         |         |  |  |
|      |      |      |      |      |      |      |      |          |          |          |          |               |               |               |               |               |               |      |      |      |      |                                                                    |                                                                    |                                                                    |                                                                    |                                                                    |                                                                    |  |  |               |               |               |               |               |               |      |      |                 |                 |                 |                 |                 |                 |      |      |                     |                     |                     |                     |                     |                     |         |         |         |         |  |  |
|      |      |      |      |      |      |      |      |          |          |          |          |               |               |               |               |               |               |      |      |      |      | 1. 르우벤 2. 시므온 3. 레위 4. 유다 9. 잇사갈 10. 스불론 디나 (딸) | 1. 르우벤 2. 시므온 3. 레위 4. 유다 9. 잇사갈 10. 스불론 디나 (딸) | 1. 르우벤 2. 시므온 3. 레위 4. 유다 9. 잇사갈 10. 스불론 디나 (딸) | 1. 르우벤 2. 시므온 3. 레위 4. 유다 9. 잇사갈 10. 스불론 디나 (딸) | 1. 르우벤 2. 시므온 3. 레위 4. 유다 9. 잇사갈 10. 스불론 디나 (딸) | 1. 르우벤 2. 시므온 3. 레위 4. 유다 9. 잇사갈 10. 스불론 디나 (딸) |  |  | 7. 갓 8. 아셀 | 7. 갓 8. 아셀 | 7. 갓 8. 아셀 | 7. 갓 8. 아셀 | 7. 갓 8. 아셀 | 7. 갓 8. 아셀 |      |      | 5. 단 6. 납달리 | 5. 단 6. 납달리 | 5. 단 6. 납달리 | 5. 단 6. 납달리 | 5. 단 6. 납달리 | 5. 단 6. 납달리 |      |      | 12. 요셉 13. 베냐민 | 12. 요셉 13. 베냐민 | 12. 요셉 13. 베냐민 | 12. 요셉 13. 베냐민 | 12. 요셉 13. 베냐민 | 12. 요셉 13. 베냐민 |         |         |         |         |  |  |

## 같이 보기
- 르우벤 지파